# Cynops pyrrhogaster
El tritón de vientre de fuego japonés (Cynops pyrrhogaster) es una especie de salamandra endémica de Japón; se encuentra en Honshū, Shikoku y Kyūshū, y otras islas menores adyacentes.

## Descripción
Mide 9-14 cm de largo y puede distinguirse de Hypselotriton orientalis por ser de mayor tamaño, por su piel rugosa y por diferencias en las glándulas parótidas.